# Maud Welzen
Maud Welzen (Beek (Limburg), 13 november 1993) is een Nederlands model.

## Biografie

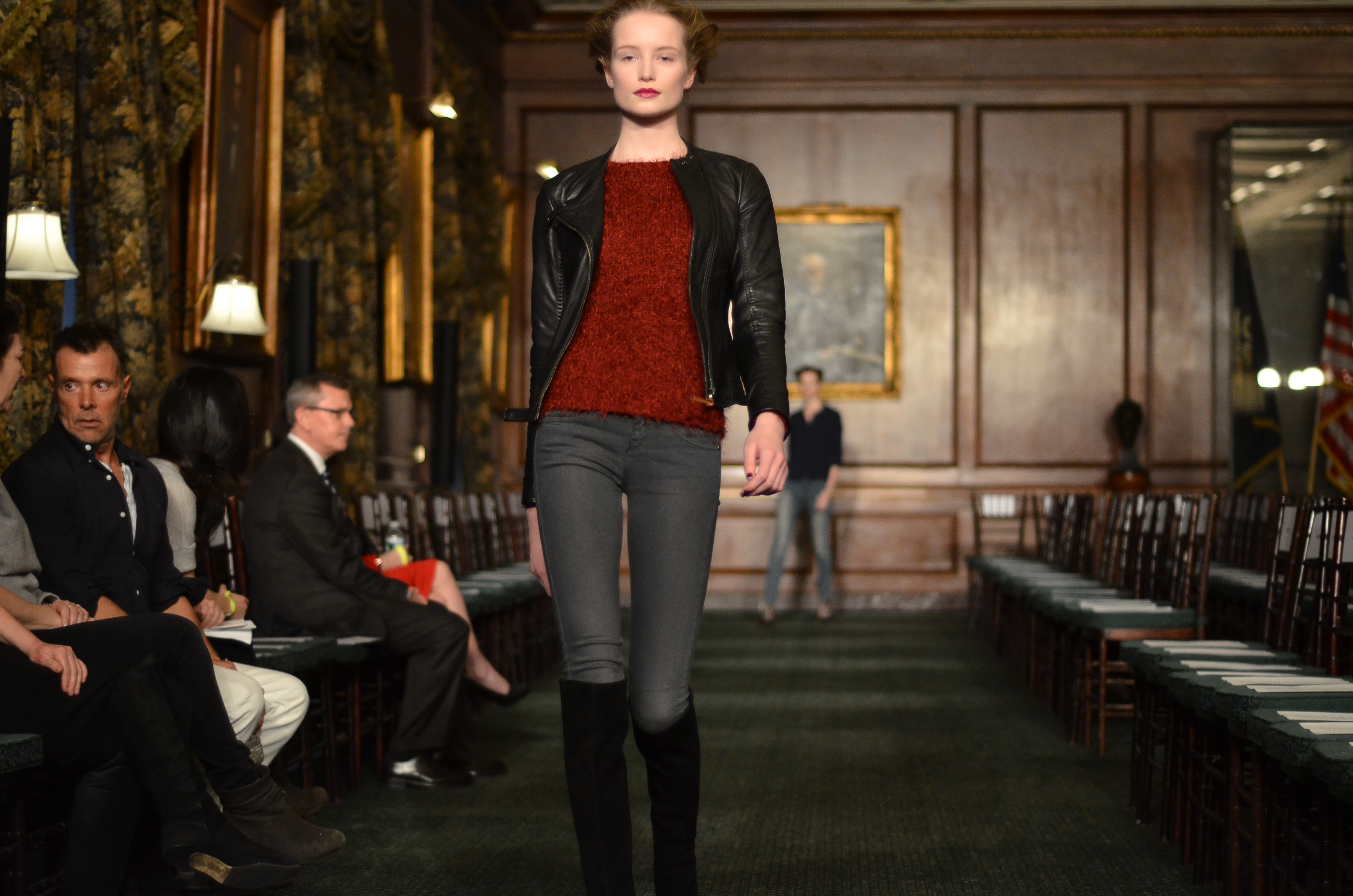
Maud Welzen in 2012

Maud Welzen werd op dertienjarige leeftijd tijdens een schoolreisje in Parijs ontdekt als model. Ze begon haar carrière in 2010 en heeft modeshows gelopen voor Moschino, Chanel, Burberry, Vera Wang, Alexander McQueen, Valentino SpA, Viktor & Rolf en Lacoste. Ze staat onder contract bij zowel IBTM Models (Nederland) als bij DNA Model Management (New York) en The Hive in London, The Fabbrica in Milaan en Marilyn in Parijs.
Maud Welzen liep in 2012, 2014 en 2015 mee in de jaarlijkse modeshow van Victoria's Secret.
Ze heeft editorials in de diverse modebladen zoals de Elle, Harpers Bazaar, Vogue en L'Official.
Welzen huwde op 31 augustus 2019.